# Adressrymd
Adressrymd (engelska: address space) är den finita mängden av distinkta adresser, som var och en motsvarar en fysisk eller virtuell minnescell, processorregister, disksektor med mera. En adress identifierar exakt en av dessa resurser. Adressrymdens storlek är då antalet distinkta resurser som går att ge en adress till.

## Minnesadresser
En form av adressrymd är den som innehåller alla möjliga minnesadresser till programkod eller data som en processor kan adressera (referera till). Storleken på adressrymden bestäms av bredden på processorns adressbuss. Eftersom adressbussen arbetar med binära talsystemet är antalet adresser i adressrymden 2b (där b är adressbussens bredd). Således kan en processor med 16-bitars adresser (som till exempel en Zilog Z80) adressera 216 = 65.536 olika minnesplatser (64 KiB), en med 20-bitars adresser (som till exempel en Intel 8086) 220 = 1.048.576 minnesplatser (1 MiB), och en med 32-bitars adresser (som till exempel en Intel Pentium) 232 = 4.294.967.296 minnesplatser (4 GiB).

## I/O-adresser
Hos Intel 8086-kompatibla processorer kan in- och utenheter utnyttja en separat adressrymd från minnesadressernas. Denna adressrymd tillåter 216 adresser som alltså är distinkta från minnesadresserna.

## Nätverksadresser
För att kunna identifiera olika nätverksenheter anslutna till ett datornätverk måste varje sådan enhet ha en unik nätverksadress. På Internet används idag både IPv4-adresser och IPv6-adresser. En IPv4-adress är 32 bitar, och adressrymden innehåller således 232 unika adresser. Teoretiskt skulle det alltså gå att ha 4.294.967.296 olika enheter anslutna. I praktiken är dock siffran lägre, eftersom delar av adressrymden styckats av för speciella ändamål (se till exempel localhost). Eftersom IPv4s adressrymd har i skrivande stund börjat bli för liten, har nätverksadresser hos ersättningen IPv6 gjorts 128 bitar stora. Detta medför att adressrymdens storlek i IPv6 är 2128 vilket ger teoretisk möjlighet till över 3,4 * 1038 olika nätverksadresser.

## Telefonnummer
Även telefonnummer utgör en adressrymd. Enligt E.164-rekommendationen från ITU-T kan ett telefonnummer, inklusive nationell destinationskod och riktnummer, bestå av högst 15 siffror. Det teoretiska antalet distinkta telefonnummer skulle således kunna vara 1015, tusen biljoner.